# Constantijn van Renesse
Constantijn van Renesse (Maarssen, 17 september 1626 – Eindhoven, 12 september 1680) was een kunstenaar en leerling van Rembrandt. Hij signeerde met 'Constantijn à Renesse'.
- Bibliothèque nationale de France: cb149729569 (data)
- Biografisch Portaal: 09412528
- Digitale Bibliotheek voor de Nederlandse Letteren: rene046
- Gemeinsame Normdatei: 122044037
- International Standard Name Identifier: 0000 0000 7100 8940
- KulturNav: 32c5bc49-d548-47e4-af5e-40c81313d5a4
- Library of Congress Control Number: no2018016537
- Nederlandse Thesaurus van Auteursnamen: 104106247
- RKD-Nederlands Instituut voor Kunstgeschiedenis: 66287
- Union List of Artist Names: 500029158
- Virtual International Authority File: 5804042
- WorldCat: E39PBJhxqBhP9gyVtRPVrKWdQq